# アポロンと5つの神託
「アポロンと5つの神託」はアメリカ合衆国の作家リック・リオーダン (en:Rick Riordan) による、人間にされた神アポロンの活躍を描いたファンタジー小説のシリーズ。パーシー・ジャクソンシリーズの第三シリーズ。
日本語版はほるぷ出版より金原瑞人と小林みきの翻訳で発売されている。

## 世界観
ギリシア神話の神々やモンスターなどは不死身の存在であり、時代に応じて、最も栄えている地域に移動し暮らしている。
そして現代、21世紀においては、アメリカ合衆国がその地域である。

## 既刊一覧
- 太陽の転落 The Hidden Oracle
- 闇の予言 The Dark Prophecy
- 炎の迷路 The Burning Maze
- 傲慢王の墓 The Tyrant's Tomb
- 太陽の神 The Tower of Nero

## デミゴッド（ハーフ） (DEMIGODS)
神々の中には人間と交わり、子を儲けたものもいる。そうした子供たちは半神半人「デミゴッド（日本語訳版では「ハーフ」）」と呼ばれ、親の神から引き継いだ特別な能力を持つ。デミゴッドに共通の特徴として、以下のような点が挙げられる。
ADHDと学習障害の読字障害をもつことがある。前者は戦場での集中力を高め、生き残るのに役立つ。また、後者は意識が古代ギリシアの文字を強く記憶していることの代償である。
「ミスト」を見通すことができる。つまり、普通の人間には見ることのできない神やモンスターを見ることができる。
睡眠中、夢を通じて様々な情報を得る。遠くの出来事や探している敵や仲間の様子を見たりすることがある。
特有の臭気を持ち、モンスターを引き付ける。但し、臭気の強さは親の神によって異なる。

## 登場キャラクター
アポロン (Apollo) / レスター・パパドプロス (Lester Papadopoulos)
オリンポス十二神のひとり。予言、弓、医療、音楽、詩の神で、俳句を好む。ガイアやローマ対ギリシャの戦いの発端はアポロンであると父ゼウスに言われ、罰として16歳の人間レスター・パパドプロスに変えられ下界へ落とされる。
ケイロンの推測によると現在三頭政治ホールディングス（ネロ、カリグラ、コンモドゥス三人のローマ皇帝）の手に落ちた５つの神託（デルフィ、クマエのシビラ、トロポニオス、エリュトライ）を取り戻さなければ神に戻れないとされる。
メグ・マキャフリー (Meg McCaffrey)
ギリシャの女神デメテルの娘のハーフ。12歳でメガネをかけている。ネロの養子。
人間となったアポロンの雇い主となり、アポロンと共に各地を旅する。
パーシー・ジャクソン (Percy Jackson)
ギリシャの神ポセイドンの息子のハーフ。現在は高校に通っている。
人間界に落とされたアポロンをハーフ訓練所まで送り届けた。
ニコ・ディ・アンジェロ (Nico di Angelo)
ギリシャの神ハデスの息子のハーフ。ハーフ訓練所の訓練生。70年以上前の生まれだが、中にいると年を取らないロータス・カジノホテルに入れられていたため、外見は10代。ウィル・ソラスのボーイフレンド。
ウィル・ソラス (Will Solace)
アポロンの息子のハーフ。ハーフ訓練所の訓練生。くしゃくしゃのブロンドの髪に青い目をしている。ニコ・ディ・アンジェロのボーイフレンド。
レイチェル・エリザベス・デア (Rachel Elizabeth Dare)
人間の娘であるが、ミストを見通すなど特別な能力を持つ。ハーフ訓練所の神託をしているが、現在は神託の能力を失ってしまっている。
リオ・バルデス (Leo Valdez)
ギリシャの神ヘパイストスの息子のハーフ。火を自在に操る。
ガイアを倒す際に犠牲になったが生き返ってカリュプソを解放し、ハーフ訓練所に現れた。
カリュプソ (Calypso)
タイタン族アトラスの娘。オギュギア島に長く幽閉されていたが、リオにより救出された。
それにより魔力を失い、不死ではなくなった。
グローバー・アンダーウッド (Grover Underwood)
半人半ヤギのサテュロス。パーシー・ジャクソンの親友。
カリフォルニアにいたが、アポロン、メグと共に迷宮ラビュリントスを旅する。
パイパー・マクリーン (Piper McLean)
ギリシャの女神アフロディテの娘のハーフ。父は映画俳優のトリスタン・マクリーン。話術の使い手。
現在は実家から高校に通っている。
ジェイソン・グレイス (Jason Grace)
ローマの神ユピテルの息子のハーフ。風を操ることができる。アルテミスのハンター隊の副官タレイア・グレイスの弟。
ガールフレンドであったパイパーとは別れ、寄宿学校に通っている。
レイナ・アビラ・ラミレス・アレリャノ (Reyna Avila Ramirez-Arellano)
ローマの女神ベローナの娘のハーフ。集団の力を増幅することができる。
ユピテル訓練所の第十二軍団のプラエトル。
フランク・チャン (Frank Zhang)
ローマの神マルスの息子のハーフ。ポセイドンの血も引いており、様々な動物に変身することができる。命が薪に結び付けられている。
ユピテル訓練所の第十二軍団のプラエトル。
ヘイゼル・レベック (Hazel Levesque)
ローマの神プルトの娘のハーフ。貴金属や宝石を呼び出すことができ、ミストを操ることもできる。
70年以上前の生まれで、一度亡くなったが、現代に甦った。
ユピテル訓練所の5番コホルスの隊長。